# 1922 w sztukach plastycznych
Wydarzenia w sztukach plastycznych i wizualnych w 1922 roku.

## Wydarzenia
- W São Paulo odbył się La Semana de Arte Moderna (Tydzień Sztuki Nowoczesnej)[1].

## Malarstwo

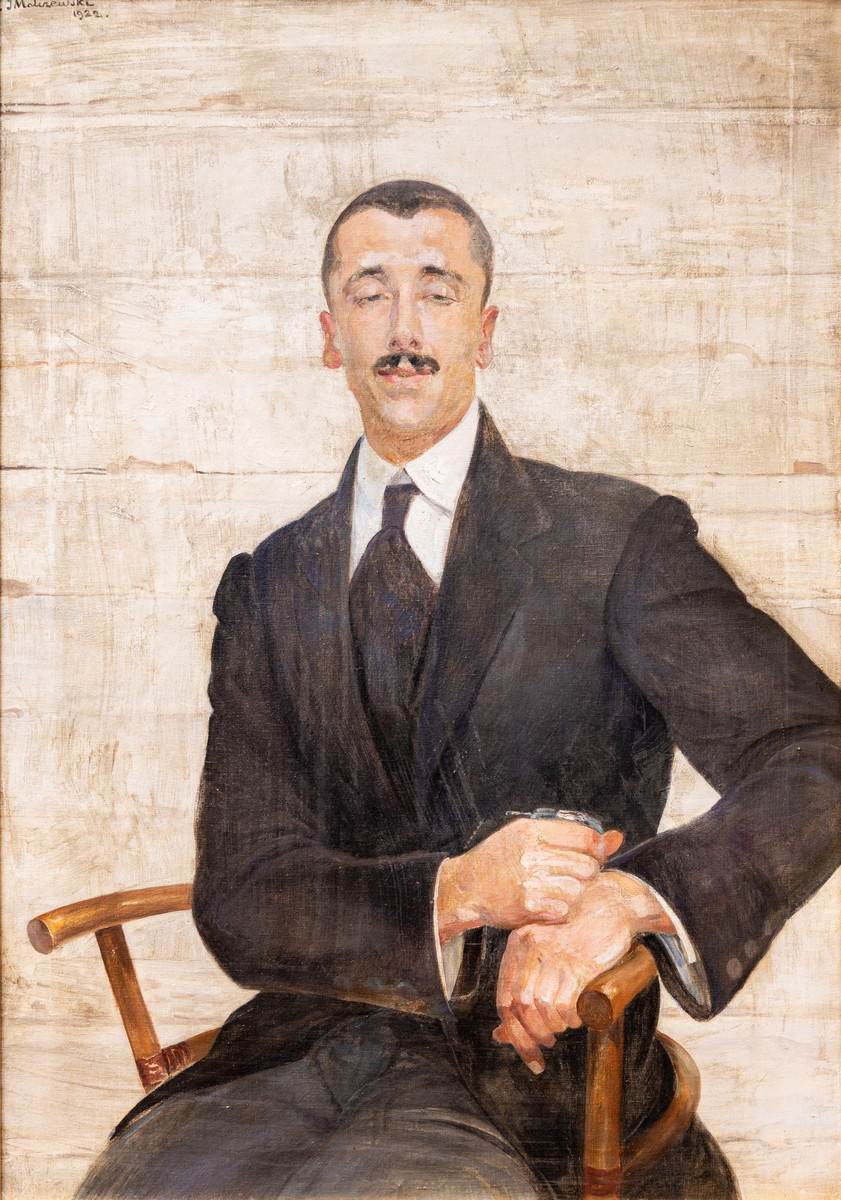
Jacek Malczewski, Portret doktora Romana Soczyńskiego

- Stanisław Ignacy Witkiewicz

Stworzenie świata (1921-22) – olej na płótnie, 115x170
Fantazja-Bajka (1921-22) – olej na płótnie, 74,5x150
Portret Jarosława i Anny Iwaszkiewiczów – olej na płótnie, 75x96
- Paul Klee

Senecio
- Jacek Malczewski

Portret doktora Romana Soczyńskiego

## Rysunek
- Stanisław Ignacy Witkiewicz

Wizja narkomana – pastel na papierze, 63,3x46,6

## Grafika
- Marc Chagall

Grób ojca – ilustracja nr 19 z serii "Moje życie", sucha igła
Muzykant – suplement do serii "Moje życie", sucha igła
Spacer – suplement do serii "Moje życie", sucha igła

## Fotomontaż
- Hannah Höch

My House-Sayings – fotomontaż dadaistyczny

## Urodzeni
- 19 stycznia – Tamara Klimová (zm. 2004), słowacka malarka i graficzka
- 26 maja – Wanda Gosławska (zm. 2020), polska artystka plastyk, ceramiczka i rzeźbiarka
- 15 listopada – Wojciech Fangor (zm. 2015), polski malarz

## Zmarli
- 3 lutego - John Butler Yeats (ur. 1853), angielski malarz
- 5 lutego - Paul Durand-Ruel (ur. 1831), francuski marszand i kolekcjoner
- 1 września - Edmund Blair Leighton (ur. 1839), irlandzki malarz
- Maria Nostitz-Wasilkowska (ur. 1858), polska malarka, portrecistka i pastelistka